# Liangnong (köpinghuvudort i Kina, Zhejiang Sheng, lat 29,91, long 121,07)
Liangnong (kinesiska: 梁弄, 梁弄镇) är en köpinghuvudort i Kina. Den ligger i provinsen Zhejiang, i den östra delen av landet, omkring 95 kilometer sydost om provinshuvudstaden Hangzhou. Antalet invånare är 28 536. Befolkningen består av 14 090 kvinnor och 14 446 män. Barn under 15 år utgör 10,0 %, vuxna 15-64 år 77 %, och äldre över 65 år 12,0 %.
Runt Liangnong är det tätbefolkat, med 659 invånare per kvadratkilometer. Närmaste större samhälle är Yuyao, 16,8 km norr om Liangnong. I omgivningarna runt Liangnong växer i huvudsak blandskog.
Genomsnittlig årsnederbörd är 1 996 millimeter. Den regnigaste månaden är juni, med i genomsnitt 338 mm nederbörd, och den torraste är januari, med 70 mm nederbörd.